# IWGP Heavyweight Championship (version originale)
La version originale de l'IWGP Heavyweight Championship (IWGPヘビー級王座, IWGP hebī-kyū ōza)  était un championnat du monde de catch appartenant à la promotion New Japan Pro-Wrestling (NJPW). « IWGP  » est le sigle de l'instance dirigeante du NJPW, l'« International Wrestling Grand Prix».
Le titre a été introduit en 1983 pour le vainqueur de l'IWGP League de 1983 . Par la suite, le championnat était défendu chaque année contre le vainqueur de la Ligue IWGP. Le championnat IWGP Heavyweight actuel a fait ses débuts en 1987 (remplaçant cette version) et est régulièrement mis en jeu.

## Histoire du titre
Le champion inaugural est déterminé lors de l'édition 1983 de l'IWGP League dans un tournoi de à dix combattants. Des catcheurs de plusieurs promotions du monde entier participent. Ils comprennent des champions du monde des poids lourds d'autres promotions internationales (comme Canek, à l'époque Champion du monde poids lourd de l'UWA des poids lourds, ou Otto Wanz, à l'époque Champion du monde des poids lourds de la CWA).
Hulk Hogan remporte le tournoi, après avoir battu Antonio Inoki par KO. En conséquence, Hogan devient le premier champion poids lourd IWGP de cette version de la ceinture.
Depuis lors, le championnat est chaque année contre le vainqueur de la Ligue IWGP de l'année. Antonio Inoki remporte le titre en 1984 et le défend avec succès en 1985 contre André The Giant (vainqueur de la Ligue IWGP en 1985) et Hulk Hogan. Hogan était le seul challenger à ne pas avoir remporté le tournoi pour devenir aspirant no 1 au championnat.
En 1986, Inoki rend le titre vacant, parce qu'il veut concourir dans la Ligue IWGP. Ainsi, l'édition 1986 est la première à couronner un nouveau Champion depuis l'édition de 1983. Inoki remporte la Ligue et devient champion pour la deuxième fois.
En 1987, le titre a été désactivé et est remplacé par l'actuel IWGP Heavyweight Championship, qui est décerné au vainqueur de la Ligue IWGP de 1987. Le championnat actuel est défendu régulièrement, plutôt que dans le cadre d'un tournoi. La lignée du championnat actuel n'inclut pas les champions du titre désactivé.

## Règnes
| No.      | Place                                                      |
| Règne    | Nombre de règnes pour chaque champion                      |
| Jours    | Nombre de jours pendant lesquelles la ceinture a été tenue |
| Défenses | Nombre de défenses réussies                                |

| Rang | Champion      | Date         | Spectacle        | Endroit      | Règne | Jours | Défenses | Notes | Références |
| ---- | ------------- | ------------ | ---------------- | ------------ | ----- | ----- | -------- | --- | ---------- |
| 1    | Hulk Hogan    | 2 juin 1983  | IWGP League 1983 | Tokyo, Japon | 1     | 378   | 2        | Hogan bat Antonio Inoki par KO lors de la finale du tournoi, devenant ainsi le premier champion.                                         | [ 2 ]      |
| 2    | Antonio Inoki | 14 juin 1984 | IWGP League 1984 | Tokyo, Japon | 1     | 701   | 2        | | [ 2 ]      |
| —    | Vacant        | 16 mai 1984  | —                | —            | —     | —     | —        | Inoki abandonne son championnat, parce qu'il veut participer à nouveau au tournoi IWGP League.                                           | [ 2 ]      |
| 2    | Antonio Inoki | 19 juin 1986 | IWGP League 1986 | Tokyo, Japon | 2     | 236   | 0        | Inoki bat Dick Murdoch lors de la finale.                                                                                                | [ 2 ]      |
| —    | Désactivé     | 11 mai 1987  | —                | —            | —     | —     | —        | Le championnat est désactivé et est remplacé par l'actuel IWGP Heavyweight Championship, qui est donné au vainqueur du IWGP League 1987. | [ 2 ]      |

## Règnes combinés
| Rang | Champion      | Nombre de règnes | Nombre de défenses | Jours combinés |
| ---- | ------------- | ---------------- | ------------------ | -------------- |
| 1    | Antonio Inoki | 2                | 2                  | 1027           |
| 2    | Hulk Hogan    | 1                | 2                  | 378            |